# Stazione di Angri
La stazione di Angri si trova sulla linea Napoli-Battipaglia.

## Strutture e impianti
Situata lungo la parte finale di Corso Vittorio Emanuele, è posta in una zona periferica rispetto al centro cittadino. La stazione ha 2 binari passeggeri, mentre un terzo binario passeggeri è posto a ridosso del binario verso Salerno: quest'ultimo è collegato con una sezione ferroviaria direttamente con lo stabilimento conserviero della Doria Spa In passato era presente anche uno scalo merci, in un'area poi acquisita dal Comune di Angri.
La stazione nel corso degli anni, ha visto dapprima chiudere la propria biglietteria e poi la stessa sala d'aspetto dei viaggiatori. Con la soppressione dello scalo merci, il locale posto di movimento è stato soppresso, spostando il responsabile presso la stazione di Nocera Inferiore.

## Movimento
Angri è servita da treni metropolitani e regionali diretti a Napoli e Salerno, tutti servizi svolti da Trenitalia nell'ambito del contratto di servizio stipulato con la Regione Campania.